# 인터넷 성인 영화 데이터베이스
인터넷 성인 영화 데이터베이스(Internet Adult Film Database, IAFD)는 포르노 배우, 포르노 감독, 포르노 영화에 대한 정보를 정리한 온라인 영화 데이터베이스이다.

## 같이 보기
- 성인 영화 데이터베이스